# Aqtau
Aqtau (kasachisch Ақтау – „weißer Berg“; russisch Актау Aktau; von 1964 bis 1991 Шевченко Schewtschenko) ist eine Hafenstadt am Kaspischen Meer in Kasachstan. Sie befindet sich im Westen des Landes auf der Halbinsel Mangischlak. Die Stadt ist Verwaltungszentrum und mit 285.598 Einwohnern (Stand 1. Januar 2025) zugleich größte Stadt des Gebietes Mangghystau.

## Geografie

### Geografische Lage
Aqtau liegt im Gebiet Mangghystau (Маңғыстау облысы/Mangghystau oblysy) auf der großen Halbinsel Mangyschlak im Westen Kasachstans am Ostufer des Kaspischen Meeres. Das Klima hier ist kontinental geprägt mit relativ kalten Wintern und heißen Sommern. Der jährliche Niederschlag beträgt nur etwa 150 mm.

### Klima
|                       | Jan | Feb | Mär | Apr | Mai | Jun | Jul | Aug | Sep | Okt | Nov | Dez |   |      |
| Mittl. Tagesmax. (°C) | 2   | 3   | 8   | 17  | 24  | 29  | 32  | 31  | 25  | 17  | 10  | 5   | ⌀ | 17   |
| Mittl. Tagesmin. (°C) | −5  | −5  | 0   | 7   | 13  | 18  | 21  | 20  | 15  | 8   | 3   | −1  | ⌀ | 7,9  |
|                       |     |     |     |     |     |     |     |     |     |     |     |     |   |      |
| Niederschlag (mm)     | 8   | 8   | 12  | 13  | 11  | 8   | 7   | 5   | 11  | 11  | 14  | 13  | Σ | 121  |
|                       |     |     |     |     |     |     |     |     |     |     |     |     |   |      |
| Sonnenstunden (h/d)   | 3   | 4   | 5   | 7   | 10  | 11  | 15  | 14  | 12  | 11  | 10  | 9   | ⌀ | 9,3  |
|                       |     |     |     |     |     |     |     |     |     |     |     |     |   |      |
| Regentage (d)         | 6   | 6   | 6   | 5   | 4   | 4   | 3   | 3   | 4   | 5   | 6   | 7   | Σ | 59   |
|                       |     |     |     |     |     |     |     |     |     |     |     |     |   |      |
| Wassertemperatur (°C) | 7   | 5   | 5   | 9   | 14  | 20  | 24  | 24  | 21  | 16  | 11  | 9   | ⌀ | 13,8 |

| −5 |

| −5 |

| 0 |

| 7 |

| 13 |

| 18 |

| 21 |

| 20 |

| 15 |

| 8 |

| 3 |

| −1 |

| −5 |

| −5 |

| 0 |

| 7 |

| 13 |

| 18 |

| 21 |

| 20 |

| 15 |

| 8 |

| 3 |

| −1 |

## Geschichte

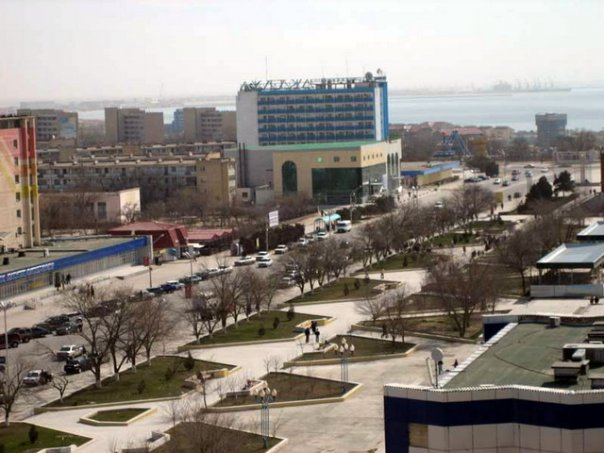
Blick auf Aqtau

Die Stadt entstand wegen ihrer Bedeutung für die Nuklearindustrie als „geschlossene Stadt“ Ende der 1950er Jahre. Von 1964 bis 1991 hieß die Stadt Schewtschenko (benannt nach dem ukrainischen Lyriker des 19. Jahrhunderts Taras Schewtschenko, der im nahen Nowopetrowskoje, heute Fort Schewtschenko, in der Verbannung lebte).
Die Ausweitung der Exploration nach Uranerz, Erdöl und anderer Rohstoffe in Westkasachstan sowie der Aufbau eines großen metallurgischen Industriekomplexes in der Region Schewtschenko führte zu Beginn der 1960er Jahre zu einem starken Anstieg der Bevölkerungszahlen durch Zuwanderung in einem ansonsten wegen der klimatischen Bedingungen sehr dünn besiedelten Gebiet.
1973 ging in Schewtschenko auch der erste weltweit in industriellem Maßstab arbeitende schnelle Brüter in Betrieb. Das Kernkraftwerk Aqtau diente der Produktion von Plutonium. Die erzeugte Energie wurde hauptsächlich zur Entsalzung von Meerwasser eingesetzt.
Die privilegierte Stellung der Stadt führte dazu, dass das städtebauliche Konzept und dessen Umsetzung in seiner Gesamtheit sowie im Detail bereits frühzeitig Objekte nationalen und internationalen Fachinteresses und hoher Anerkennung wurden. Das für Schewtschenko zuständige Architekten- und Planerkollektiv gewann 1975 den „Sir-Patrick-Abercrombie“-Preis der internationalen Architektenvereinigung (UIA) sowie im Jahr 1977 den Staatspreis der Sowjetunion.

## Politik

### Bürgermeister
Nachfolgend die Bürgermeister der Stadt seit 1992:
- Nikolai Bajew (1992–1994)
- Leonid Burlakow (1994–1996)
- Serik Ospanow (1996–2004)
- Raschit Mustapajew (2004–2006)
- Wiktor Koch (2006)
- Sälimgerei Bekbergenow (2006–2010)
- Ospan Qasaqbajew (2010–2012)
- Jedil Schangbyrschin (2012–2015)
- Serikbai Turymow (2015–2017)
- Ghalymschan Nijasow (2017–2020)
- Nurdäulet Qilybaj (2020–2022)
- Jerbol Isbergenow (2022–2023)
- Ulugbek Tnalijew (2023–2024)
- Abilkair Baipakow (seit 2024)

### Städtepartnerschaften
Aqtau unterhält folgende Städtepartnerschaften:
| Ort           | Region           | Land          |
| ------------- | ---------------- | ------------- |
| Changwon      | Gyeongsangnam-do | Südkorea      |
| Elista        | Kalmückien       | Russland      |
| Gorgan        | Golestan         | Iran          |
| Ischimbai     | Baschkortostan   | Russland      |
| Klaipėda      | Bezirk Klaipėda  | Litauen       |
| Machatschkala | Dagestan         | Russland      |
| Orenburg      | Oblast Orenburg  | Russland      |
| Samara        | Oblast Samara    | Russland      |
| Samsun        | Samsun           | Türkei        |
| Sumqayıt      |                  | Aserbaidschan |

## Wirtschaft und Infrastruktur
KazAzot (russisch КазАзот) ist der einzige Hersteller von Ammoniak und Ammoniumnitrat in Kasachstan.

### Erdöl
Nach der Einstellung des Uranabbaus und der -aufbereitung sowie der Abschaltung des Kernkraftwerks im Februar 2001 (mit finanzieller Unterstützung der USA von ca. 3,8 Millionen US$) ist mittlerweile die Erdölindustrie das wirtschaftliche Rückgrat der Stadt und der Region. Beim Export von Erdöl spielt auch der Hafen eine zunehmend wichtigere Rolle. In Aqtau hat mit Mangghystaumunaigas eines der größten Mineralölunternehmen Kasachstans seinen Hauptsitz.

### Hafen
Der im Jahre 1963 erbaute Aqtauer Hafen am Kaspischen Meer dient sowohl der Wirtschaft als auch dem Personenverkehr. Unter anderem gibt es Fährverbindungen nach Olia (Russland), Baku (Aserbaidschan) und Nouschahr im Iran. Im April 2005 ließen die Behörden von Plänen wissen, welche bis 2009 Investitionen von bis zu 150 Millionen US-Dollar in den Ausbau des Hafens vorsehen, unter anderem auch in zusätzliche Beladekapazitäten für Erdöltanker.
Aus dem Hafen von Aqtau werden durch die Handelsflotte des staatlichen Unternehmens Kazmortransflot auch kasachische Getreidelieferungen zum Beispiel nach Aserbaidschan verschifft. Im November 2006 kündigte Kasachstans Verkehrsminister Serik Achmetow zudem den Start einer Eisenbahnfähre zwischen Aqtau und Machatschkala in der russischen Republik Dagestan an.

### Atomkraftwerk
In Aqtau war von 1973 bis 1999 bereits das Kernkraftwerk Aqtau zur Stromproduktion und Meerwasserentsalzung in Betrieb. Das damalige Kernkraftwerk war vom Typ BN-350, d. h. ein natriumgekühlter Schneller Brutreaktor. Im Dezember 2007 wurde bei einer Pressekonferenz im Moskauer Kreml von Russlands Präsident Putin und Kasachstans Präsident Nursultan Nasarbajew die Möglichkeit des Baus eines Atomkraftwerks in Aqtau vorgestellt. Der Bau wäre einer der „3. Generation“ und basierend auf der Technologie, wie sie von russischen U-Booten bekannt wäre. Als ausführendes Unternehmen wurde Rosatom (Föderale Agentur für Atomenergie Russlands) genannt.
Timur Shantikin, Leiter des Komitees für Atomenergetik des Industrieministeriums Kasachstans, teilte der Presse im Mai 2010 mit, dass das neue Kernkraftwerk bis 2020 in Aqtau gebaut werden sollte. Diese Planungen wurden allerdings nicht umgesetzt. Im Oktober 2024 führte Kasachstan ein Referendum über den Bau eines Atomkraftwerks durch. Nach mehrheitlicher Zustimmung der Bevölkerung soll dieses an einem völlig anderen Standort am Balchaschsee errichtet werden.

## Nationale Sicherheit & Verteidigung
Aqtau ist Heimatbasis für große Teile der kasachischen Marine. Seit 2001 wird diese stetig ausgebaut und erweitert, wobei im Jahr 2010 von ca. 5000 Marineangehörigen ausgegangen wurde. Die Marineausrüstung wird für Kasachstan mit 10 Kampfflugzeugen, zwei kleineren Küstenwachenschiffen, drei Mi-8 und sechs Mi-2 Helikoptern angegeben; der größte Teil dieser Ausrüstung ist in Aqtau stationiert.

## Verkehr

### Flughafen
In 26 Kilometern Entfernung liegt der Flughafen Aqtau. Regional ist die Stadt täglich mit der kasachischen Hauptstadt Astana, Atyrau und Almaty durch die Air Astana verbunden. Durch die Fluggesellschaft SCAT Airlines werden in Kasachstan die Städte Aqtöbe, Oral, Qysylorda und Schymkent angeflogen. International ist Aqtau mit den Hauptstädten Baku, Tiflis, Jerewan, Kiew und Moskau sowie mit Istanbul, Astrachan, Machatschkala, Mineralnyje Wody und Krasnodar verbunden.

### Fernstraßen
Aqtau ist durch die A33 an das kasachische Fernstraßennetz angebunden. Die A35 beginnt in der Stadt.

## Sport
In Aqtau ist der Fußballverein Kaspij Aqtau beheimatet. Der Basketballverein BK Kaspij Aqtau spielt in der kasachischen National League.

## Söhne und Töchter der Stadt
- Murat Sujumaghambetow (* 1983), Fußballspieler
- Alexei Kuleschow (* 1987), Beachvolleyballspieler
- Bachtygul Samalykowa (* 1993), Beachvolleyballspielerin
- Jelena Iljinych (* 1994), russische Eiskunstläuferin
- Nadeschda Bogdanowa (* 1994), Siebenkämpferin
- Maqsat Täikenow (* 1997), Fußballspieler
- Nuraly Älip (* 1999), Fußballspieler
- Beibit Schuqajew (* 2000), Tennisspieler